# Acte du 19 avril 1810
 (avril 2018).
Si vous disposez d'ouvrages ou d'articles de référence ou si vous connaissez des sites web de qualité traitant du thème abordé ici, merci de compléter l'article en donnant les références utiles à sa vérifiabilité et en les liant à la section « Notes et références ».

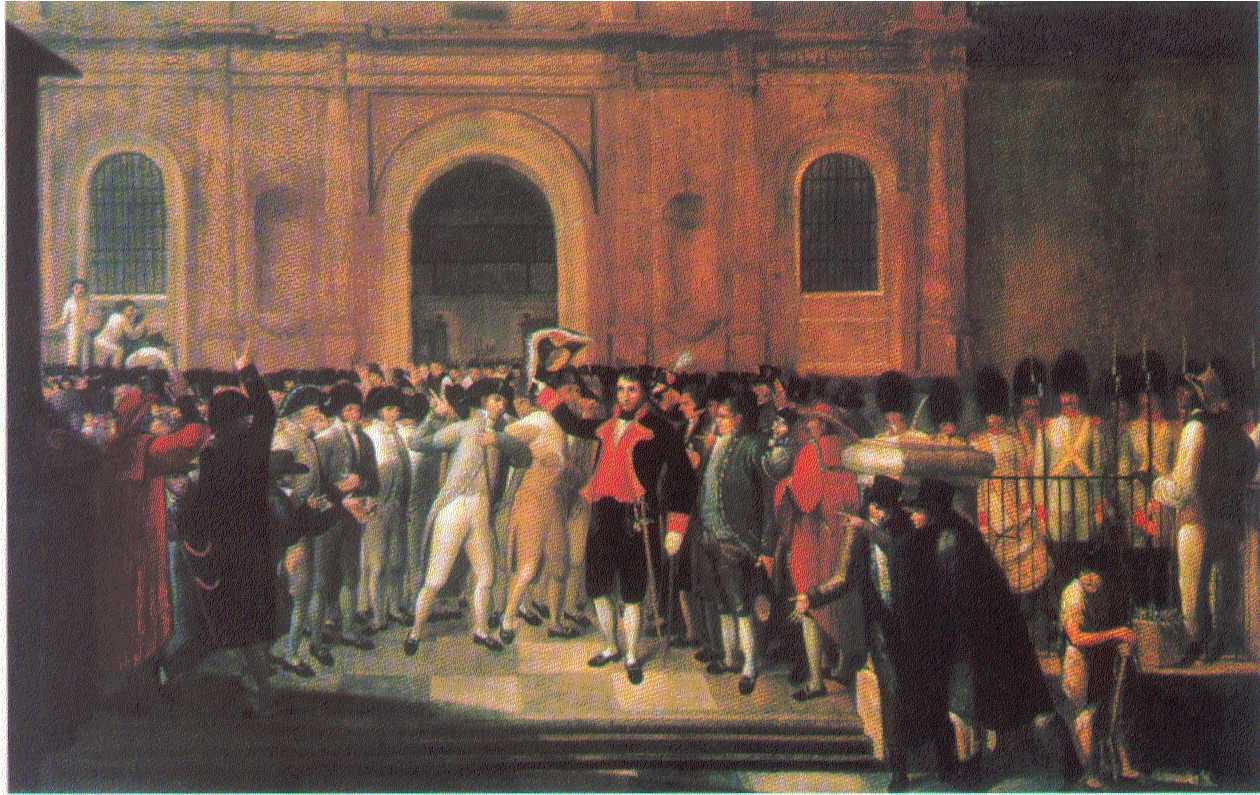
Destitution de Vicente Emparan le 19 avril 1810.

L'Acte du 19 avril 1810 est le document rédigé par le Conseil municipal de Caracas à la suite de la session extraordinaire qui se termina avec la renonciation de Vicente Emparan comme capitaine général et initia l'émancipation du Venezuela. La séance eut lieu dans la Mairie de Caracas (aujourd'hui la Maison Jaune de Caracas), elle avait été organisée pour convaincre Emparan de présider un comité du gouvernement en refus à l'occupation napoléonienne de l'Espagne. Celui-ci ne servit à rien et se termina avec l'établissement du gouvernement qui un an plus tard déclarerait l'indépendance.
L'acte est signé par les assistants au Conseil municipal de ce jour, et il est actuellement dans un coffre de la chapelle Sainte-Rose-de-Lima, dans le Palais Municipal de Caracas. Il est parfois confondu avec l'Acte de la Déclaration d'Indépendance du Venezuela, qui n'a pas été signé avant le 5 juillet 1811, il est exposé au Palais fédéral législatif, siège de l'Assemblée nationale (au moins en fac-similé). Évidemment il est différent de la Constitution de 1810.

## Thèmes semblables
- Révolution du 19 avril 1810